# Laurent Derobert
Laurent Derobert (né en 1974 à Avignon) est un artiste contemporain français.

## Biographie
Docteur en sciences économiques et chercheur (CNRS-GREQAM et université d’Avignon), il publie, en 2010, Fragments de mathématiques existentielles.
La même année, il intervient sur le bâtiment du Palais de Tokyo à l'occasion de sa réouverture.
Il privilégie depuis les collaborations multidisciplinaires avec d'autres artistes et scientifiques, en privilégiant le cadre de la conférence.

## Œuvres
Publications
- Fragments de mathématiques existentielles, éditions Le Délirium, 2010[2].

Conférences
- Dédale et Mathématiques existentielles, Centre Pompidou-Metz, 2011[3]
- Fragments de mathématiques existentielles, Collège des Bernardins, 2011[4]
- Modélisation de la conjecture Acqua Alta, avec Adrien Mondot, Teatro Junghans Giudecca, Venise, 2013[5]
- Love & Mathematics, avec Edward Frenkel, MoMA PS1, 2013[6]
- Algèbre d'invisible, avec Olivier Mellano, Maison de la Poésie, 2015
- Algèbre des miracles, Villa Médicis, 2016[7]
- Umbrarum mathematica, avec Denis Savoie, dans le cadre de la Fiac, Palais de la découverte, 2016[8]
- Adventura Mathematica, Guangdong Museum of Art, Canton, 2019

Collaborations
- 2016 : Pas de chœur, avec Marie-Agnès Gillot et Pascal Quignard, Nuit blanche[9]
- 2016 : Dernières Nouvelles du cosmos, film de Julie Bertuccelli[10]
- 2016 : Préface du roman Alaska de Frédéric Ghiglione, éditions La Völva

## Expositions
- 2012 : Conjecture d'Aquitaine, FRAC Aquitaine[11]
- 2013 : Truce, MoMA PS1[12]
- 2013 : Méandre passionnel, Cité des arts[13]
- 2013 : Mathématiques méridiennes, Le Méridien Étoile[14]
- 2013 : Périmètre des doutes, Les Abattoirs[15]
- 2015 : Le Bord des mondes, Palais de Tokyo[16]
- 2015 : Racines imaginaires de la Tour Eiffel, Tour Eiffel[17]
- 2015 : Indice de Milan, galerie Perception Park, Paris[18]